# Лаосский национальный музей
Лаосский национальный музей — расположен в столице Лаоса городе Вьентьян. Ранее был известен как музей лаосской революции. Музей расположен в здании бывшей резиденции французского губернатора, построенной в 1925 году. Музей представляет историю Лаоса, уделяя особое внимание борьбе лаосского народа за освобождение страны от иностранных оккупантов. Также представлены археологические находки каменного и бронзового веков, фотографии и документы.
В 2007 году Соединённые Штаты выделили грант на поддержку развития музея.